# 達爾澤爾 (伊利諾伊州)
達爾澤爾（英語：Dalzell）是位於美國伊利諾伊州比羅縣的一個村落。

## 地理
達爾澤爾的座標為41°21′22″N 89°10′25″W / 41.35611°N 89.17361°W，而該地最高點為海拔高度181米（即594英尺）。

## 人口
根據2010年美國人口普查的數據，達爾澤爾的面積為2.60平方千米，當中陸地面積為2.57平方千米，而水域面積為0.03平方千米。當地共有人口717人，而人口密度為每平方千米275人。